# Holcotrombidium scalaris
Holcotrombidium scalaris är en spindeldjursart som först beskrevs av Womersley 1936.  Holcotrombidium scalaris ingår i släktet Holcotrombidium och familjen Microtrombidiidae. Inga underarter finns listade i Catalogue of Life.